# Thripadectes virgaticeps
El trepamusgos cabecirrayado (Thripadectes virgaticeps), también denominado hojarasquero común o difuso (en Colombia), trepamusgos gorrirrayado (en Ecuador), trepapalo pechirrayado (en Venezuela) o trepapalo de pecho rayado, es una especie de ave paseriforme de la familia Furnariidae nativa de regiones montañosas del noroeste de América del Sur.

## Distribución y hábitat
Se distribuye por la cordillera de la Costa del norte de Venezuela, hacia el oeste por los Andes desde el oeste de Venezuela, por Colombia, hacia el sur hasta el norte de Ecuador.
Esta especie es considerada poco común en su hábitat natural, el sotobosque de bosques húmedos tropicales de montaña, principalmente entre altitudes de 1000 a 2100 m.

## Sistemática

### Descripción original
La especie T. virgaticeps fue descrita por primera vez por el ornitólogo estadounidense George Newbold Lawrence en 1874 bajo el mismo nombre científico; su localidad tipo es: «"Quito", Ecuador».

### Etimología
El nombre genérico masculino «Thripadectes» deriva del griego «thrips, thripos»: carcoma, polilla de la madera, y «dēktēs»: picoteador; significando «que picotea la polilla de la madera»; y el nombre de la especie «virgaticeps», proviene del latín «virgatus»: listado y «ceps»: de cabeza; significando «de cabeza listada».

### Taxonomía
Los datos genéticos indican que la presente especie es hermana del par formado por Thripadectes melanorhynchus y T. rufobrunneus. La población de los Andes orientales del sur de Colombia (este de Nariño), previamente considerada como perteneciente a la subespecie magdalenae, probablememte se refiera a la subespecie sumaco; todas las subespecies de Colombia y Ecuador precisan de una revaluación. La subespecie sclateri puede intergradar con la nominal en el suroeste de Colombia.

### Subespecies
Según las clasificaciones del Congreso Ornitológico Internacional (IOC) y Clements Checklist v.2018, se reconocen seis subespecies, con su correspondiente distribución geográfica:
- Thripadectes virgaticeps klagesi (Hellmayr & Seilern, 1912) – norte de Venezuela (cordillera de la Costa desde Carabobo hacia el este hasta el Distrito Federal).
- Thripadectes virgaticeps tachirensis Phelps, Sr & Phelps, Jr, 1958 – Andes del oeste de Venezuela (sureste de Lara, suroeste de Táchira).
- Thripadectes virgaticeps magdalenae Meyer de Schauensee, 1945 – oeste de Colombia (Andes occidentales en el sur de Chocó, pendiente oriental de los Andes centrales en Antioquia y suroeste de Huila, y Andes orientales en Santander).
- Thripadectes virgaticeps sclateri Berlepsch, 1907 – Andes occidentales del suroeste de (Valle al sur hasta Nariño).
- Thripadectes virgaticeps virgaticeps Lawrence, 1874 – Andes occidentales del noroeste de Ecuador (Carchi al sur hasta Pichincha).
- Thripadectes virgaticeps sumaco Chapman, 1925 – Andes orientales en el sur de Colombia (oeste de Caquetá, este de Nariño) y norte de Ecuador (oeste de Napo).